# Hôtel de Mesmay
Pour les articles homonymes, voir Mesmay (homonymie).
L'hôtel de Mesmay est un hôtel particulier situé à Besançon dans le département du Doubs.
Les façades et les toitures sur rue et sur cour font l’objet d’une inscription au titre des monuments historiques depuis le 8 juillet 1942.

## Localisation
L'édifice est situé au 9 rue Moncey dans le quartier de la Boucle de Besançon.

## Histoire
Peu après 1836, l'hôtel est construit par l'architecte franc-comtois Alphonse Delacroix pour le marquis de Vaulchier.

## Architecture
L'édifice est traversé par un passage cocher menant à l'hôtel particulier que le marquis possédait sur la rue des Granges.
La fenêtre centrale sur la façade donnant sur la rue est ornée d'un fronton triangulaire.
La porte cochère est finement décorée: tympan en fonte, monogramme, sculptures dans les écoinçons.